# Maria Musso
Maria Musso (* 14. Juli 1931 in Turin; † 31. Januar 2024 ebenda) war eine italienische Hürdenläuferin, Sprinterin, Fünfkämpferin und Weitspringerin.

## Sportliche Laufbahn
Bei den Europameisterschaften 1950 in Brüssel scheiterte sie über 80 Meter Hürden im Vorlauf und wurde Fünfte in der 4-mal-100-Meter-Staffel. 1952 kam sie bei den Olympischen Spielen in Helsinki über 80 Meter Hürden nicht über die erste Runde hinaus.
Bei den Europameisterschaften 1954 in Bern gewann sie Bronze in der 4-mal-100-Meter-Staffel.
1956 schied sie bei den Olympischen Spielen in Melbourne über 100 Meter im Vorlauf aus und wurde Fünfte in der 4-mal-100-Meter-Staffel.
Bei den Europameisterschaften 1958 in Stockholm erreichte sie über 80 Meter Hürden das Halbfinale und kam in der 4-mal-100-Meter-Staffel auf den fünften Platz.
Dreimal wurde sie Italienische Meisterin im Fünfkampf (1953, 1957, 1959), zweimal über 80 Meter Hürden (1950, 1957) und einmal im Weitsprung (1954).

## Persönliche Bestleistungen
- 100 m: 12,1 s, 1955
- 80 m Hürden: 11,5 s, 1957
- Fünfkampf: 4003 Punkte, 10. Oktober 1954, Rom